# Devogelia
Devogelia é um género botânico pertencente à família das orquídeas (Orchidaceae).